# Vorwärts Abbazia
Deutscher Fussballverein Vorwärts Abbazia ili DFV Vorwärts na hrvatskom Njemački nogometni klub Vorwärts je bio nogometni klub osnovan u Opatiji sa strane njemačke manjine 1912. godine. Bio je prvi veliki rival SŠK Opatije.